# Nebo (chanson)
Pour les articles homonymes, voir Nebo.

Nebo (Ciel) est la chanson de l'artiste croate Nina Badrić qui représente la Croatie au Concours Eurovision de la chanson 2012 à Bakou, en Azerbaïdjan.

## Eurovision 2012
La chanson est présentée le 18 février 2012 à la suite d'une sélection interne.
Elle participe à la seconde demi-finale du Concours Eurovision de la chanson 2012, le 24 mai 2012.